# John Lydon
John Joseph Lydon, noto anche con lo pseudonimo di Johnny Rotten (Londra, 31 gennaio 1956), è un cantante britannico, voce del gruppo punk rock dei Sex Pistols e del gruppo post-punk Public Image Ltd.
La sua carismatica personalità e l'eccentrico modo di vestire portarono il manager dei Sex Pistols, Malcolm McLaren, a chiedergli di entrare nella band in qualità di frontman. Con i Pistols pubblicò diversi singoli (incluse le celeberrime Anarchy in the U.K., God Save the Queen e Pretty Vacant), tutte canzoni con testi scritti di suo pugno che crearono scandalo e scompiglio in tutta la società britannica dell'epoca.
Negli anni successivi, Lydon ha condotto diversi programmi televisivi in Gran Bretagna, Stati Uniti e Belgio, e ha scritto la sua autobiografia, Rotten: No Irish, No Blacks, No Dogs (1993), acclamata da critica e pubblico. Nel corso della sua carriera quarantennale, Lydon si è spesso reso protagonista di esternazioni provocatorie nei confronti della famiglia reale inglese e circa varie altre questioni politiche.
Lydon viene largamente riconosciuto come una delle figure di spicco del primo movimento punk, e anche dopo ha condotto una vita anticonvenzionale.

## Biografia
John Lydon nasce a Londra, figlio di immigrati irlandesi di religione cattolica. Maggiore di quattro fratelli, Lydon a sette anni perde la memoria per via di una meningite. Ha un'infanzia e un'adolescenza turbolente per via delle sue amicizie: è conosciuto come membro di un gruppo di teppisti chiamati Johns, perché tutti i componenti del gruppo si chiamavano, appunto, John (il gruppo comprendeva anche l'amico d'infanzia John Simon Ritchie, poi famoso come Sid Vicious).

### Sex Pistols

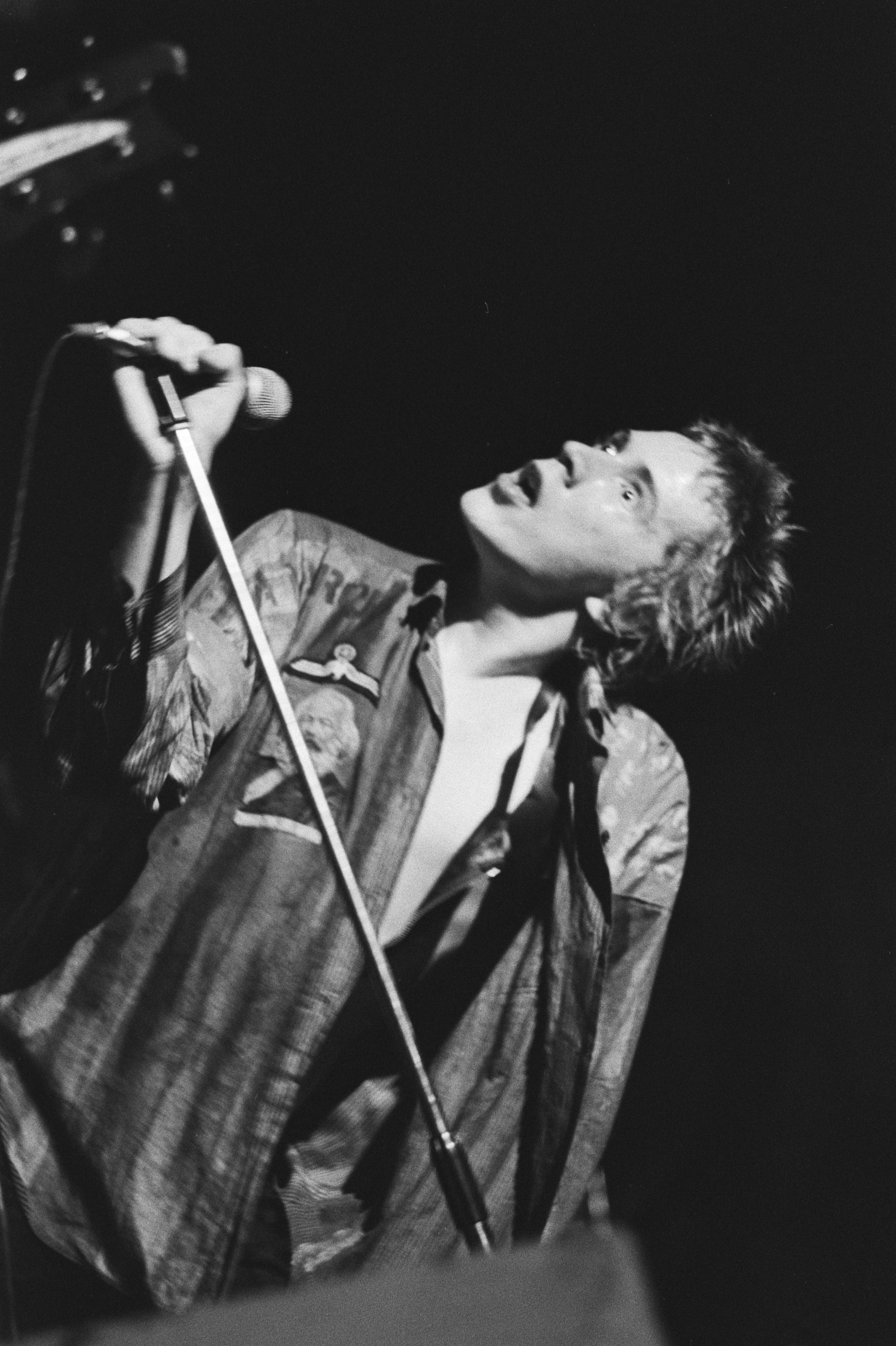
Johnny Rotten, gennaio 1977

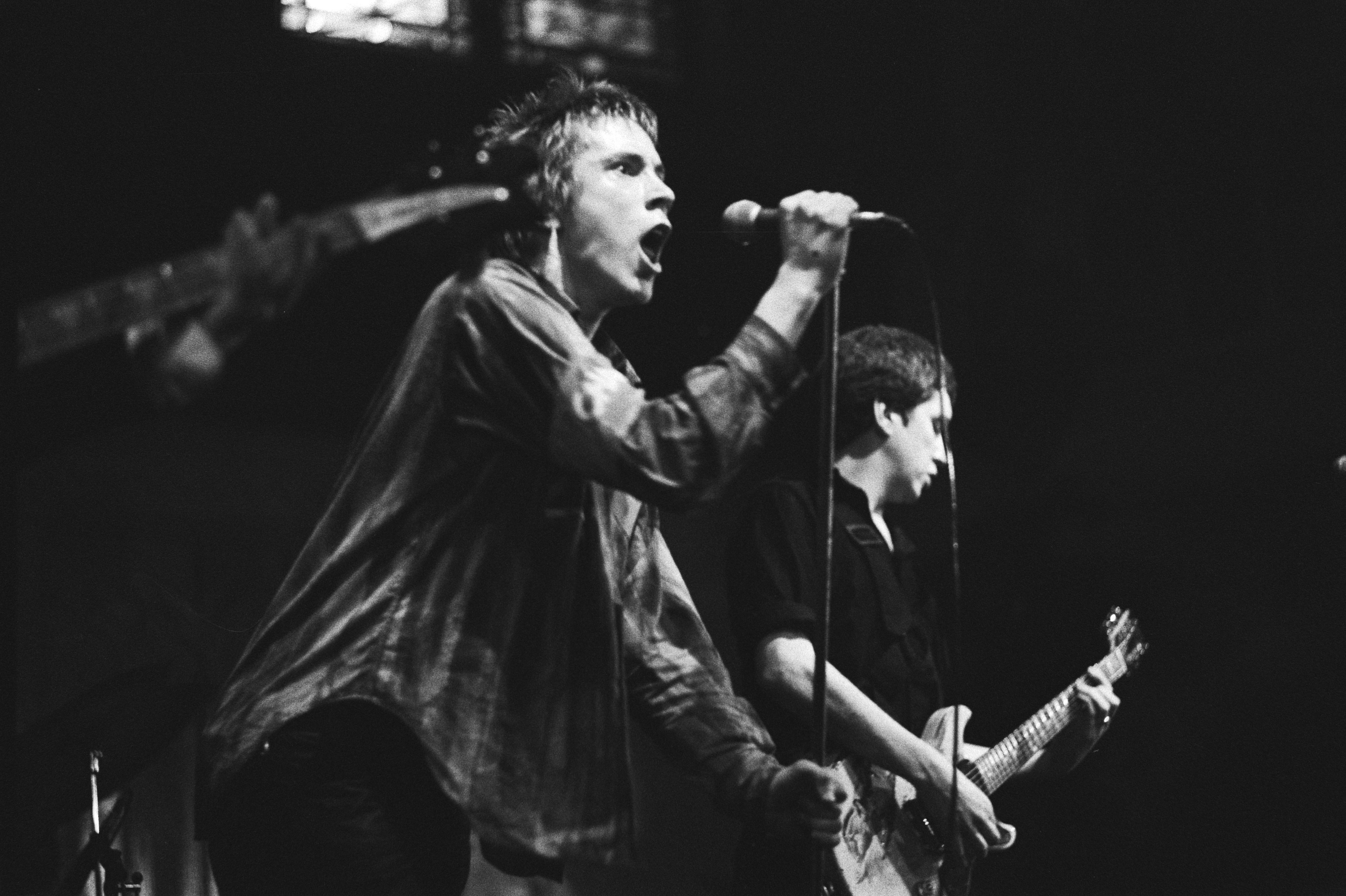
Johnny Rotten all'epoca dei Sex Pistols.

Assieme a questo gruppo frequenta qualche volta il "Sex", un negozio londinese di articoli per feticisti, situato al 430 di King's Road, gestito da Vivienne Westwood, affermata stilista e compagna di Malcolm McLaren (il futuro produttore del gruppo punk). Nel 1975 viene invitato da McLaren, che lo aveva notato a causa del suo stile e della maglietta con su scritto a penna "Odio i Pink Floyd", a far parte di un gruppo composto da Steve Jones, Glen Matlock e Paul Cook, ossia i Sex Pistols.
Dopo un provino, durante il quale canta I'm Eighteen di Alice Cooper, Lydon entra a far parte del gruppo. Steve Jones, dopo averlo conosciuto, fece un commento sui denti di John, affermando che erano marci (rotten in inglese). Da qui il soprannome di Johnny Rotten, con cui fu conosciuto per tutto il periodo in cui i Sex Pistols furono in attività.
Ben presto iniziarono le prime tensioni tra Lydon e il bassista Glen Matlock. Le reali ragioni di questi dissidi non furono mai ben chiarite, ma Lydon affermò nella sua autobiografia del 1993 che considerava Matlock troppo piccolo-borghese e "poco punk", aggiungendo che Matlock "era sempre attratto da cose carine come i Beatles". Da parte sua Matlock asserisce invece che la maggior parte delle tensioni tra lui e Lydon furono orchestrate da McLaren. Matlock lasciò il gruppo venendo rimpiazzato da un amico di Lydon, John Simon Ritchie in arte "Sid Vicious". Nonostante Vicious fosse un totale inetto dal punto di vista musicale, McLaren accettò la sua entrata nella band perché aveva il "look giusto" e l'attitudine per essere un Sex Pistols.
La caotica relazione sentimentale di Vicious con la sua ragazza Nancy Spungen, entrambi tossicodipendenti in stato avanzato, causò altre frizioni fra i membri della band, in particolare con Lydon, le cui sarcastiche osservazioni non fecero altro che esacerbare la situazione.
Durante il primo e ultimo tour negli USA, Lydon fu sempre più isolato dal resto del gruppo a causa delle macchinazioni di Malcolm McLaren, che a detta dei componenti puntava sull'atteggiamento autolesionista di Sid Vicious per il successo della band.
Il 14 gennaio 1978 è lui a mettere la parola fine all'avventura dei Sex Pistols in occasione dell'ultimo concerto a San Francisco. Durante tutto il concerto si nota una certa carenza di grinta da parte di Lydon che infine, seduto sul bordo del palco, canta la canzone No Fun (cover di The Stooges) (letteralmente: nessun divertimento, non divertente) e prima di lasciare la scena grida al pubblico:
(John Lydon)

### Public Image Limited

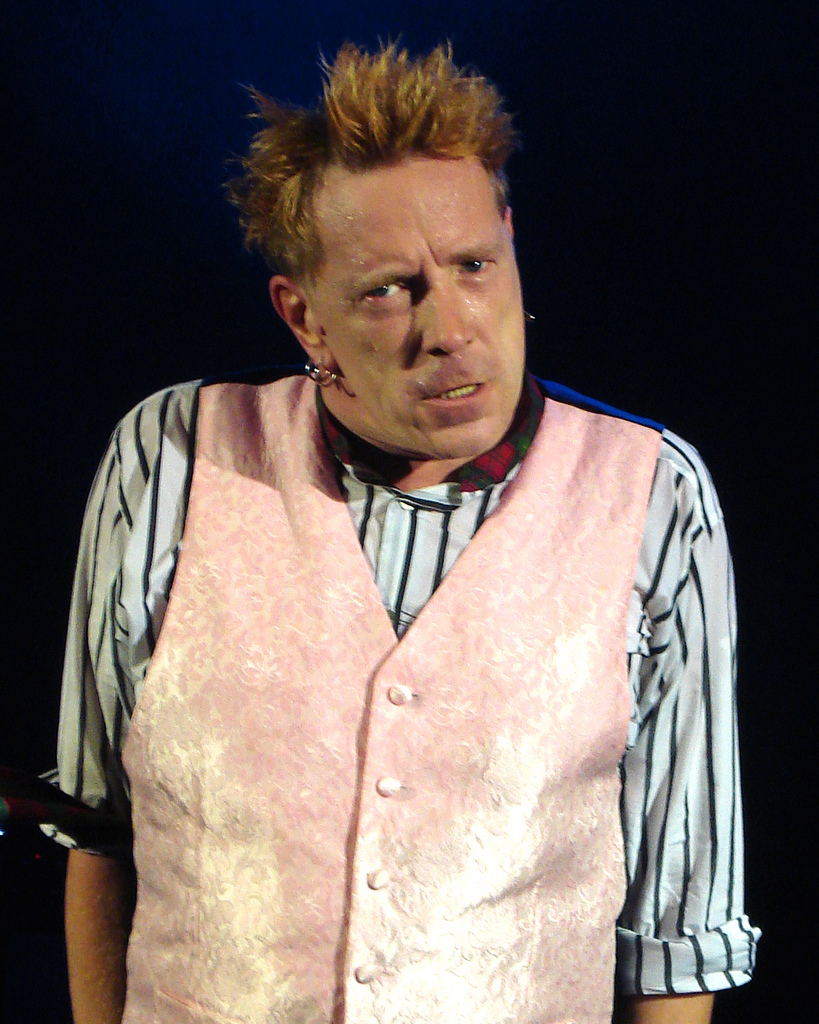
John Lydon (2008)

Lasciati i Sex Pistols, Lydon abbandona anche il suo "nome di battaglia" e fonda con Jah Wobble (bassista), Keith Levene (chitarrista) e Jim Walker (batterista) i Public Image Ltd., un importante gruppo della corrente post-punk/new wave. L'attività dei Public Image Ltd. dura dal 1978 al 1993, raccogliendo grandi consensi da parte della critica soprattutto per i primi due album First Issue (1978) e Metal Box (1979), dopodiché John intraprende una carriera solista, documentata da Psycho's Path e An Interview with Kris Needs.
A fine 2008 Lydon apparve in uno spot pubblicitario della "Country Life", una popolare marca di burro, sulla televisione britannica. Lydon venne ampiamente accusato di essersi venduto con questa mossa.
Lydon difese la sua scelta affermando che la ragione principale che lo aveva spinto ad accettare l'offerta era di raccogliere fondi per riformare i Public Image Ltd. che languivano senza un contratto discografico da anni. Lo spot pubblicitario si rivelò comunque un notevole successo, con un innalzamento delle vendite dell'85% per la Country Life, che molti attribuirono proprio alla presenza di Lydon nello spot.

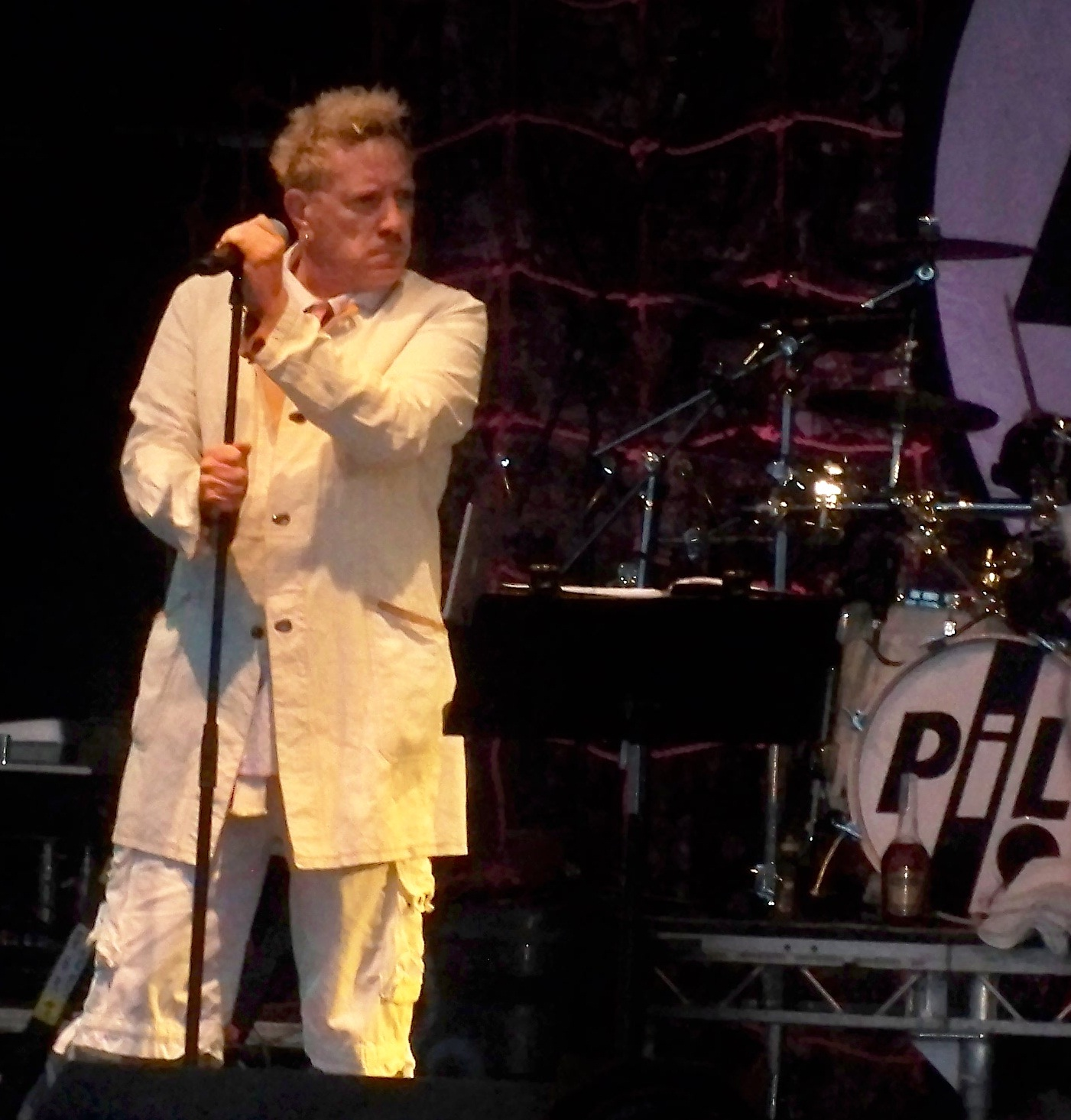
John Lydon sul palco con i PiL al Guilfest 2011

Nel settembre 2009 viene effettivamente annunciata la reunion dei PiL, con la presenza anche dei vecchi membri Bruce Smith e Lu Edmonds. Alla fine dell'aprile 2012 i PiL pubblicano l'EP in formato vinile One Drop in tiratura limitata, a cui fa seguito poi, nel maggio successivo, un nuovo album in studio intitolato This Is PiL, pubblicato per la neonata etichetta del gruppo, la "PiL Official". Il disco è il primo album in studio del gruppo dopo una pausa durata vent'anni.

### Revival dei Sex Pistols
Nonostante nel corso degli anni si fosse sempre dichiarato contrario a una reunion dei Sex Pistols, affermando che la cosa sarebbe stata "patetica", nel 1996 Lydon partecipa alla "reunion" dei Sex Pistols, tornando a vestire i panni di Johnny Rotten in un tour mondiale che si risolve nell'album Filthy Lucre Live. Scomparso Vicious nel lontano 1979, alla band si riaggrega anche Glen Matlock al basso, accantonando i vecchi rancori. Nel 2004, Lydon si rifiuta pubblicamente di concedere i diritti dei brani dei Sex Pistols per l'inclusione nel box set No Thanks!: The 70s Punk Rebellion pubblicato dall'etichetta Rhino Records. Nel 2006, i Sex Pistols vengono introdotti nella Rock and Roll Hall of Fame, ma la band si rifiuta di partecipare alla cerimonia, adducendo come motivo il fatto che l'intera manifestazione è simbolo di tutto ciò contro cui il gruppo ha sempre combattuto.
Nel giugno 2007, Lydon, Jones e Cook ri-registrano Pretty Vacant in uno studio di Los Angeles per l'inserimento della canzone nel videogioco Skate e, successivamente, reincidono anche Anarchy in the U.K. per il videogame Guitar Hero III: Legends of Rock.

## Vita privata

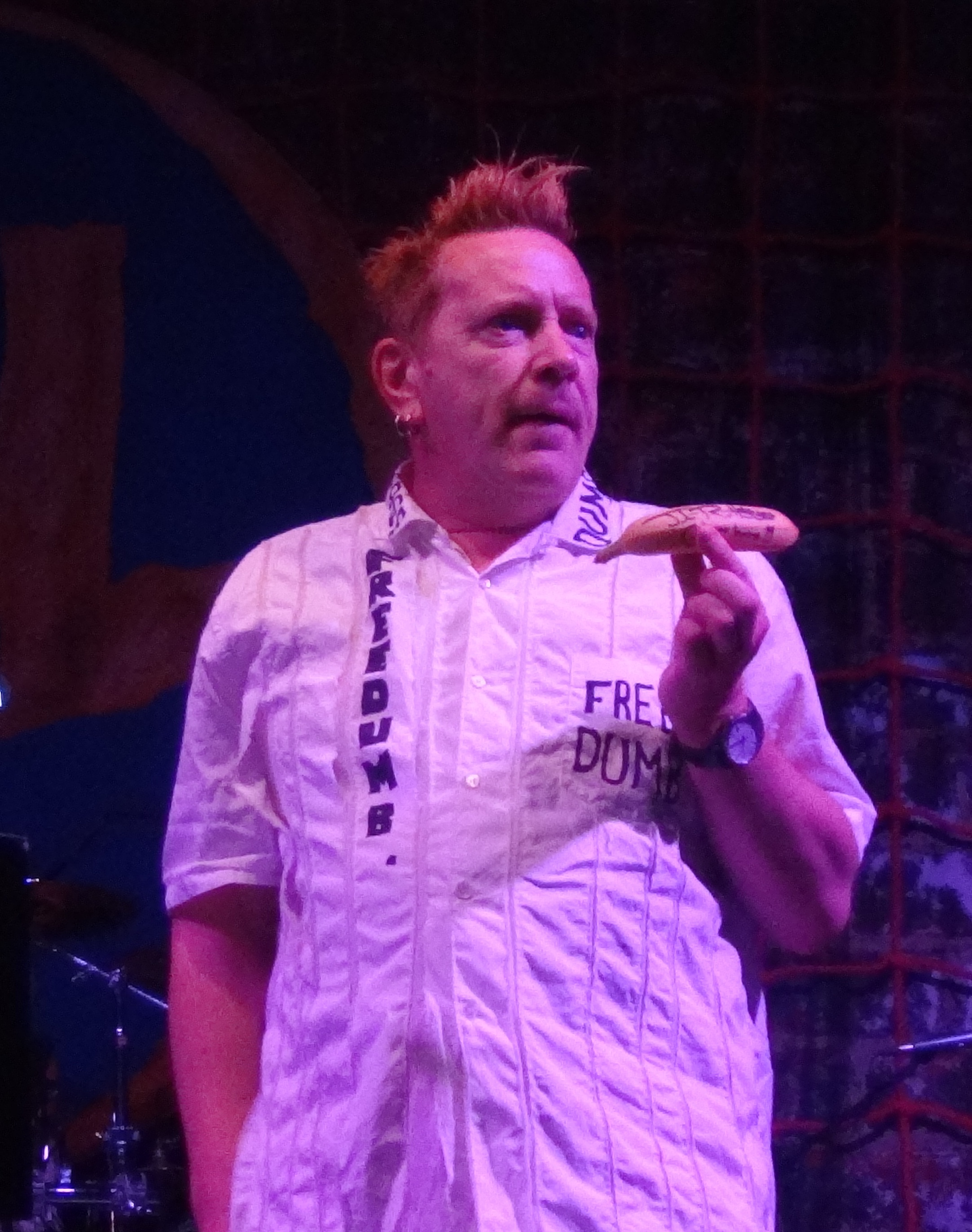
John Lydon dal vivo a Roma nel 2013.

Lydon è stato sposato con Nora Forster, un'ereditiera di origini tedesche, fino alla morte di lei nell'aprile 2023. È stato il patrigno della figlia della Forster, Ari Up, cantante solista nel gruppo post-punk The Slits prima della morte avvenuta nel 2010. Lydon risiede a Los Angeles, in California. I genitori di Lydon allevarono lui e i suoi fratelli alla fede cattolica, ma egli dichiara di non essere mai stato credente.
In aggiunta alla sua professione di autore e cantante, Lydon è anche un pittore. I suoi disegni, dipinti ed illustrazioni varie sono spesso finiti a ornare i lavori dei PiL e dei suoi dischi solisti. L'esempio più recente è la copertina dell'album This Is PiL. Lydon è da sempre un grande tifoso della squadra dell'Arsenal.
Nel 1982 Lydon ha inoltre recitato nel film Copkiller (L'assassino dei poliziotti), al fianco di Harvey Keitel.
Nel gennaio 2004, Lydon partecipò al reality show I'm a Celebrity... Get Me Out of Here! trasmesso dalla rete ITV, sorta di versione inglese del format L'isola dei famosi, la cui edizione si svolgeva in Australia. Nonostante le molte critiche ricevute per la partecipazione al programma inerenti allo sminuirsi della sua credibilità artistica, Lydon dimostrò di avere ancora la capacità di scioccare il pubblico definendo gli spettatori della trasmissione "stronzi del cazzo" in diretta TV.
Dopo la partecipazione a I'm a Celebrity..., reality abbandonato volontariamente prima della conclusione per dissidi con uno dei partecipanti, Lydon presentò un documentario sugli insetti e i ragni intitolato John Lydon's Megabugs ("Gli insetti di John Lydon") che venne trasmesso da Discovery Channel (e nel 2014 in Italia sul canale Focus con il titolo Insetti da incubo). Radio Times descrisse la sua conduzione del progetto come "più entusiasta di quella di un vero esperto di entomologia".
Nel 2020, Lydon ha dichiarato di voler appoggiare la rielezione di Donald Trump alla presidenza degli Stati Uniti, confermando pertanto le sue opinioni verso di lui dichiarate qualche tempo prima. Afferma altresì di non avere progetti musicali in ballo, dovendosi occupare della moglie, affetta dalla malattia di Alzheimer.
Nell'aprile 2021, mentre era in produzione la miniserie televisiva Pistol, una storia dei Sex Pistols dal punto di vista di Steve Jones, Lydon criticò aspramente l'opera definendola "una fantasia borghese" e "la merda più irrispettosa che abbia mai dovuto sopportare". Gli ex compagni di band Steve Jones e Paul Cook gli fecero causa per permettere l'utilizzo della musica dei Sex Pistols nella serie nonostante le sue obiezioni. I due dissero di avere il supporto di Glen Matlock, degli eredi di Sid Vicious, e citarono un accordo del 1998 circa il principio di maggioranza nelle decisioni riguardo la band. Lydon perse la battaglia legale in agosto.

## Discografia

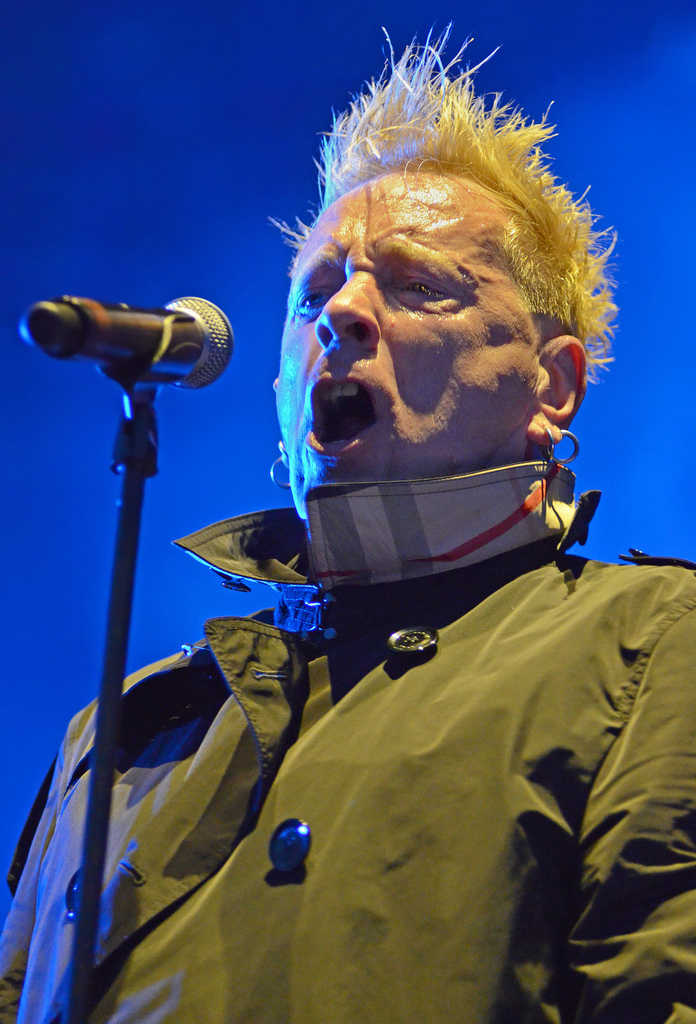
Lydon nel 2011

### Sex Pistols
Album in Studio
- Never Mind the Bollocks, Here's the Sex Pistols (Virgin, 1977)

Compilation e Album Live
- The Great Rock 'n' Roll Swindle (Virgin, 1979)
- Some Product - Carri on Sex Pistols (Virgin, 1979)
- Flogging a Dead Horse (Virgin, 1980)
- Kiss This (Virgin, 1992)
- Never Mind the Bollocks / Spunk (alias This is Crap) (Virgin, 1996)
- Filthy Lucre Live (Virgin, 1996)
- The Filth and the Fury (Virgin, 2000)
- Jubilee (Virgin, 2002)
- Sex Pistols (Virgin, 2002)

Singoli
- Anarchy in the U.K. – 1976
- God Save the Queen – 1977
- Pretty Vacant – 1977
- Holidays in the Sun – 1977
- (I'm Not Your) Stepping Stone – 1980
- Anarchy in the U.K. (ristampa) – 1992
- Pretty Vacant (live) – 1996 No. 18
- God Save the Queen (ristampa) – 2002

### Public Image Ltd.
Album in Studio
- First Issue (Virgin, 1978)
- Metal Box (alias Second Edition) (Virgin, 1979)
- The Flowers of Romance (Virgin, 1981)
- Commercial Zone (PiL Records, 1983)
- This Is What You Want... This Is What You Get (Virgin, 1984)
- Album (Virgin, 1986)
- Happy? (Virgin, 1987)
- 9 (Virgin, 1989)
- That What Is Not (Virgin, 1992)
- This is Pil (PiL Official, 2012)
- What the World Needs Now... (PiL Official, 2015)

Compilation e Album Live
- Paris in the Spring (Paris au Printemps) (Virgin, 1980)
- Live in Tokyo (Virgin, 1983)
- The Greatest Hits, So Far (Virgin, 1990)
- Plastic Box (Virgin, 1999)

Singoli
- Public Image – 1978
- Death Disco – 1979
- Memories – 1979
- Flowers of Romance – 1981
- This Is Not a Love Song – 1983
- Bad Life – 1984
- Rise – 1986
- Home – 1986
- Seattle – 1987
- The Body – 1987
- Disappointed – 1989
- Don't Ask Me – 1990
- Cruel – 1992
- Acid Drops – 1992
- One Drop – 2012
- Out Of The Woods - 2012

### The Lydons and The O'Donnells
Album in Studio
- Family Album (MBC records, 1986)

### Time Zone
Singoli
- World Destruction – 1984

### Solista
Album in Studio
- Psycho's Path (Virgin, 1997)

Compilation
- The Best of British £1 Notes (Lydon, PiL & Sex Pistols) (Virgin/EMI, 2005)

Singoli
- Open Up (con i Leftfield) – 1993
- Sun – 1997

## Filmografia
- La grande truffa del rock'n'roll (The Great Rock 'n' Roll Swindle), regia di Julien Temple (1980)
- Copkiller (L'assassino dei poliziotti) (Copkiller), regia di Roberto Faenza (1982)
- Oscenità e furore (The Filth and the Fury), regia di Julien Temple (2000)
- The Independent, regia di Stephen Kessler (2000)